# Mia Martini
Domenica Rita Adriana Bertè (20. září 1947 Bagnara Calabra – 12. května 1995 Porto Recanati), známá pod uměleckým pseudonymem Mia Martini, byla italská zpěvačka a hudební skladatelka. Její debutové album Oltre la collina s písní Padre davvero je považováno za jedno z nejlepších italských alb natočených ženskou umělkyní. Hity jako Piccolo uomo, Donna sola, Minuetto, Inno, Al mondo, Che vuoi che sia se t'ho aspettato tanto, Per amarti a La costruzione di un amore z ní udělaly jednu z nejpopulárnějších umělkyň italské populární hudby 70. let. Jako jediný umělec vyhrála dvě ceny Festivalbar po sobě, a to v roce 1972 a 1973. V roce 1982 zpívala získala Cenu kritiky za píseň E non finisce mica il cielo na hudebním festivalu v Sanremu. Po její smrti byla tato cena pojmenována po ní. V roce 1983 byla nucena opustit hudební průmysl kvůli sporům s mnoha spolupracovníky. Teprve v roce 1989 se vrátila na pódia. Dvakrát reprezentovala Itálii na Eurovision Song Contest, v roce 1977 s písní Libera a v roce 1992 s písní Rapsodia. Zemřela na předávkování drogami. Její sestra Loredana Bertè byla také známou zpěvačkou.

## Diskografie

### Studiová alba
- Oltre la collina (1971)
- Nel mondo, una cosa (1972)
- Il giorno dopo (1973)
- È proprio come vivere (1974)
- Sensi e controsensi (1975)
- Un altro giorno con me (1975)
- Che vuoi che sia... se t'ho aspettato tanto (1976)
- Per amarti (1977)
- Danza (1978)
- Mimì (1981)
- Quante volte... ho contato le stelle (1982)
- Miei compagni di viaggio (1983)
- Martini Mia (1989)
- La mia razza (1990)
- Mi basta solo che sia un amore (1991)
- Mia Martini in concerto (da un'idea di Maurizio Giammarco) (1991)
- Lacrime (1992)
- Rapsodia Il meglio di Mia Martini (1992)
- La musica che mi gira intorno (1994)